# Kleszczele
Pour la gmina, voir Kleszczele (gmina).
Kleszczele est une ville de Pologne, située dans l'est du pays, dans la voïvodie de Podlachie. Elle est le siège de la gmina de Kleszczele, dans le powiat de Hajnówka.